# Donja Budičina
Donja Budičina – wieś w Chorwacji, w żupanii sisacko-moslawińskiej, w mieście Petrinja. W 2011 roku liczyła 236 mieszkańców.